# Ingrid Astier
Pour les articles homonymes, voir Astier.
Œuvres principales
- Quai des enfers (2010)
- Angle mort (2013)
- Petit éloge de la nuit (2014)
- Même pas peur (2015)

Ingrid Astier est une écrivaine française, née à Clermont-Ferrand le 2 avril 1976. Elle vit à Paris.

## Biographie
Ingrid Astier a grandi en Bourgogne, près de Bourbon-Lancy,. Dans l’essai Petit éloge de la nuit, on découvre que « son désir de fiction et son goût pour les péripéties sont liés à son enfance au sein de la nature» qu’elle définit ailleurs comme « la clef de tout».
« Je me sens très liée à ces paysages où le vert et l’eau se donnent la main. La quiétude des étangs me plaît, la liberté de la Loire m’inspire et la sensualité des collines me retient. Ma trame romanesque est née dans cette campagne où le temps s’égrenait lentement. Je dois à cette maison mon penchant pour l’action et la contemplation »
.
La Bourgogne est également le thème principal d’une nouvelle intitulée Une leçon de légèreté, parue dans Le Figaro en 2015, où l’autrice imagine le vin de bourgogne dans cent ans.
Elle a étudié au lycée Jeanne-d’Arc à Clermont-Ferrand avant d'intégrer une hypokhâgne et une khâgne au Lycée Henri-IV à Paris, puis de réussir le concours d’entrée de l'École normale supérieure en candidate libre. En 2000, elle en sort agrégée de Lettres modernes. Un an avant, en 1999, Ingrid Astier avait reçu le Prix du jeune écrivain de langue française pour une nouvelle, Face-à-Faces, publiée au Mercure de France. Elle a enseigné à l’université Paris-VII et à Reid Hall Columbia University in Paris, ainsi qu’à l’École nationale supérieure des arts et techniques du théâtre de Lyon (ENSATT) et géré le fonds Cioran à la Bibliothèque littéraire Jacques-Doucet.
Ses travaux universitaires portent sur le fragment, Nietzsche et Cioran.
À cette époque, elle écrit des livres dédiés à l’hédonisme, aux sens et à la littérature et participe à plusieurs éditions du guide du Fooding.
À partir de 2007, elle s’est tournée entièrement vers l’écriture romanesque, choix qu’elle retrace comme : « un saut dans le vide, sauf que je ne savais pas si j’avais un parachute ».
En 2010 est publié Quai des enfers, dans la Série noire des éditions Gallimard, premier roman policier salué par plusieurs prix littéraires. Elle y affirme son attachement à la richesse du réel, notamment à ses dimensions humaine et olfactive.
En 2013, Angle mort, son deuxième roman policier, bénéficie de critiques positives,,. Comme pour son précédent roman, l'écriture est nourrie par des enquêtes de terrain approfondies et longues. Astier a choisi le roman policier « pour se pencher sans réserve sur l’être humain » et « se balader dans les arrière-cours des êtres ». Ses romans sont marqués par une longue période d’immersion qui forge leur identité. Après l’avoir suivie durant trois jours, un journaliste du magazine Lire décrit cette phase comme « un intense travail de repérage ». Il résume ainsi cette plongée : « information, précision, compréhension, c’est le fondement du travail de terrain d’Ingrid Astier, qu’elle pousse très loin ». Ce qui rejoint la formule du grand reporter de guerre Jean-Pierre Perrin, à propos d’Angle mort : « On retrouve ici la méthode Astier : trois années d’immersion afin d’écrire dans la vérité. Celle des situations, des dialogues et, d’abord, des lieux ».
En 2014 sort le Petit éloge de la nuit, dans la collection populaire Folio 2 € chez Gallimard, puis en 2015, le roman d'aventures et d'éducation sentimentale Même pas peur chez Syros.
Après la sortie du roman Quai des enfers, elle est devenue, en 2011, marraine de la Brigade fluviale de Paris.
En 2010, les Roses anciennes André Eve l’avaient nommée marraine du rosier Jardin de Granville qui obtient le 1er prix au 103e Concours international de roses nouvelles de Bagatelle.
Attachée à la lecture, elle préside, en 2015, le Concours des bibliothèques de Saône-et-Loire.

## Œuvre littéraire

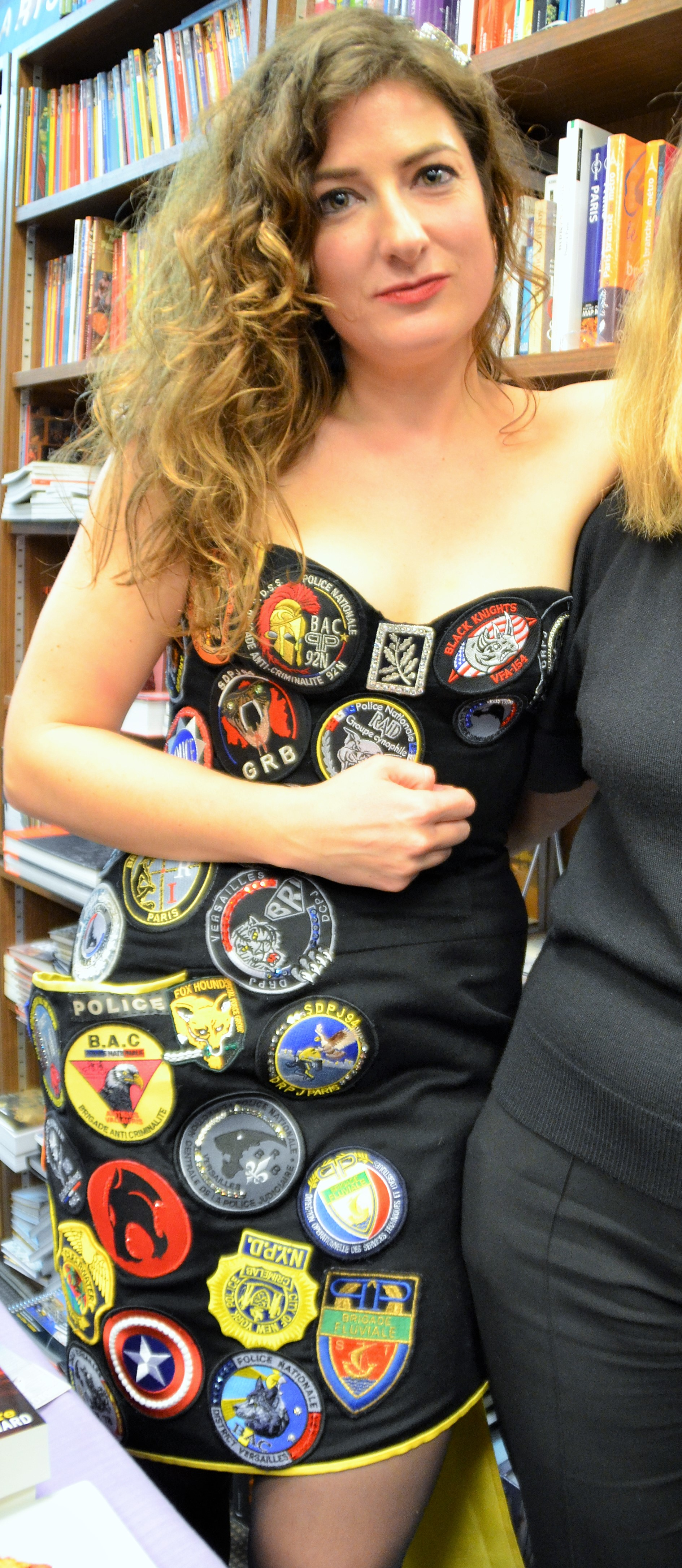
Lancement d'Angle mort : Ingrid Astier avec la « robe de terrain » aux « quatre-vingt écussons ».

Elle commence à écrire dès son jeune âge, « des contes et de la poésie» puis commence, à dix ans, un roman policier, « à Noël, avec une machine à écrire pour cadeau », l’esprit nourri de lectures d’Agatha Christie.
« J’aimais dessiner et, à partir du dessin, raconter une histoire. Puis je suis passée, au fil des années, à la poésie, aux aphorismes, ces petites phrases qui condensent les réflexions de l’adolescence, puis aux nouvelles, et maintenant au roman », dit-elle à Marie Claire en 2001.
On retrouve ce goût pour les formes brèves dans ses romans et dans le Petit éloge de la nuit, dont certains passages sont des aphorismes.
« Du lecteur idéal

Comme certaines fleurs, le roman policier s’ouvre la nuit ».
Dès 1989, elle est primée par l’Association des membres de l’ordre des Palmes académiques et obtient le 1er prix national du concours pour la défense de la langue française. Elle était alors en 4e au Collège Ferdinand-Sarrien de Bourbon-Lancy. En 1993, elle est à nouveau primée. La même année, elle reçoit le prix Strasbourg pour un essai sur Bertolt Brecht.
Mais sa carrière débute véritablement, comme Antoine Bello, Marie Darrieussecq, Xabi Molia ou Arthur Dreyfus, avec le Prix du jeune écrivain de langue française, qu’elle obtient en 1999. Par la suite, elle entre au jury du Prix du jeune écrivain de langue française, aux côtés de Carole Martinez, Georges-Olivier Châteaureynaud, Alain Absire, Dominique Fabre, Ananda Devi ou Minh Tran Huy.

### La Trilogie du fleuve
Quai des enfers est le premier tome de la Trilogie du fleuve, bâtie autour de Paris et de la Seine. Publié originellement en 2010, dans la Série noire de Gallimard, ce premier roman a été très bien reçu par la critique. En 2013 sort le deuxième tome, Angle mort, toujours dans la Série noire. Le troisième tome est en préparation.

#### Quai des enfers
Quai des enfers, « cathédrale baroque et sensualiste où se croisent des flics, des SDF, des hommes-grenouilles et un tueur en série», « joli cauchemar gothique » selon Nice-Matin, est un roman policier contemporain qui se déroule à Paris et dont la force tient, selon Sébastien Lapaque, à son « atmosphère ».
« Je refuse de voir la Seine — fil parfait qui traverse la ville en liant le Paris romantique et celui de la misère — comme une belle endormie. J’ai voulu la tirer de cette narcose, montrer qu’elle aimante des lieux forts, de la Brigade fluviale au capharnaüm des SDF. Des lieux où se jouent des destins ».
Il met en scène la brigade fluviale de Paris, service de police que l’autrice a suivi pendant plusieurs années pour s’imprégner des techniques et du langage de ses membres. Si cette brigade existe depuis 1900, c’est la première fois qu’une place majeure était accordée à ce service dans un roman. Il campe la Seine « à la fois comme décor et comme héroïne à part entière » et en fait le cœur du roman, autour du quai des Orfèvres, du quai Saint-Bernard et du quai de la Râpée.
Les personnages principaux de Quai des enfers sont Rémi Jullian, jeune plongeur de la brigade fluviale et Jo Desprez, un commandant de la Brigade criminelle du 36 quai des Orfèvres. On rencontre encore Michel Duchesne, également commandant à la Crime, et Camille Beaux, parfumeur.
Les descriptions des bureaux du quai des Orfèvres comme des pontons de la brigade fluviale sont inspirés des lieux existants et témoignent d’un souci réaliste, bien que l’autrice explique que ce réalisme serve toujours l’imaginaire.
« Tout est fabuleusement vrai dans un roman. Au fond, je crois le réalisme bien trop borné pour faire rêver et l’imaginaire trop fantasque pour ne pas tituber. C’est leur étreinte qui me retient. Ce baiser insensé où la frontière est gommée ».
Si ces propos datent de 2015, elles tenaient sensiblement les mêmes en 2009 dans Technikart, ce qui témoigne d’une constante dans son univers littéraire :
« Le rêve, le fantasme, l’art ne sont pas contraires au réel (...) Et c’est la frontière entre réel et imaginaire que je cherche. C’est dans ces moments de friction que la littérature devient perturbante ».
En 2010, Quai des enfers reçoit le Grand prix Paul-Féval de littérature populaire de la Société des gens de lettres, le prix Lafayette, le prix Coup de cœur Sylvie-Turillon et le prix Polar en plein cœur.
Il a été traduit en Italie chez Bompiani (Omicidi sulla Senna) et au Mexique, en 2015, chez Océano (El Muelle del infierno).

#### Angle mort
En 2013, les éditions Gallimard publient, toujours dans la Série noire, son deuxième roman, Angle mort, roman policier entre « western urbain et romantisme noir », salué par François Busnel comme « le nouveau souffle du polar français ».
Il met en scène Diego, braqueur d’Aubervilliers, son frère Archi et sa sœur Adriana, surnommée « la petite mésange », trapéziste au cirque Diana Moreno. Face à eux, le commandant Michel Duchesne, ainsi que le commandant Jo Desprez et le lieutenant Marc Valparisis, que l’on trouvait déjà dans Quai des enfers.
L’action se déroule entre scènes de braquage à Paris et courses-poursuites du port de l’Arsenal à une hacienda délabrée d’Aubervilliers « en évitant », selon
Didier Hassoux, « Le Canard enchaîné, le bon, la belle et le truand », « toute facilité, tout cliché collé à ces villes en marge forcément sinistres et déprimantes ». Loin de peindre la banlieue dans sa morosité habituelle, le roman s’attache à préserver une coloration humaine, avec des ambiances burlesques dans un restaurant chinois, des scènes de poulet boucané où des Haïtiens jouent au bézigue ou le décor de western d’une hacienda au cœur de la ville. Le maire d’Aubervilliers, Jacques Salvator, reconnut l’hommage que la littérature rendait à la ville, en dépit du thème du grand banditisme : « Nos anciens redoutaient un peu un livre qui mettait en avant l’aspect délictueux d’Aubervilliers. Mais ils ont compris que c’était aussi une manière de la mettre en valeur à travers le romantisme policier ».
Le thème principal du roman est le prix de la liberté et le roman est entièrement bâti autour d’un angle mort, qui, telle la pièce manquante d’un puzzle, donne sa justification au titre et ne se révèle qu’à la fin.
« Je ne suis du côté de personne. Angle mort n’est d’ailleurs en aucune façon un livre sur « la violence dans les cités » mais plutôt sur le prix que l’on est prêt à payer pour rester libre. »
Selon Le Parisien, « trois ans d’enquête», tant du côté des policiers que des voyous, ont nourri l’écriture détaillée de ces « trois semaines de « mano a mano » entre flics et voyous. »
Sur le plan esthétique, Angle mort a été rapproché « des chefs-d’œuvre du cinéma américain noir des années quarante».
Il obtient le prix Calibre 47 et a été livre-vedette du Grand Livre du mois.

### Haute Voltige
En 2017, Haute Voltige paraît en Série noire Gallimard.
Haute Voltige mêle les milieux de l’art, du banditisme, de la boxe, des échecs et des grands services de police du 36 quai des Orfèvres, sur fond de guerres des Balkans. Il s’ouvre sur « un lent travelling de cinéma : un braquage autoroutier nocturne disséqué avec une maestria éblouissante» Il campe un monte-en-l’air serbe hors norme, le Gecko, poursuivi par la brigade de répression du banditisme, le commandant Stéphan Suarez en tête.
C’est un roman « fait de violence et d’amour, mêlant sexe et douceur, combat et contemplation. Des enquêtes et des quêtes. De soi, d’absolu».Il assouplit les frontières du roman noir en le croisant avec le roman d’aventures : « La plume généreuse d’Ingrid Astier aime l’aventure encore plus que le crime. »
Dès sa sortie, il est considéré en France par la presse comme le roman de la confirmation : « Avec ce nouveau livre, Ingrid Astier s’impose comme une voix incontournable du polar français» mais aussi en Suisse : « Avec la magie noire d’une romancière gitane, Ingrid Astier confirme sa puissance de feu avec Haute Voltige, exercice entre flics et voyous, érotisme et thriller (…) Les affaires s’entrelacent dans une partie d’échecs mortelle. Et l’imbroglio en série sacre une nouvelle prêtresse du rompol. »

Pour ce roman, la journaliste Ondine Millot a suivi Ingrid Astier pour M Le Magazine du Monde durant deux ans dans son travail préparatoire à l’écriture, afin d’ « entrer dans les coulisses du livre » et d’ « approcher cette bascule du réel au roman » pour sonder le « côté jusqu’au-boutiste de l’inspiration».
Elle a observé la romancière auprès des personnes réelles qui ont inspiré le roman : l’artiste Enki Bilal, l’ancien champion international d’échecs Scorpène, l’ancien vice-champion de France d’échecs Jean-Luc Chabanon, le coach de boxe Daddy Pierrot et l’ancien vice-champion de France Dominique Delorme, l’acteur Pierre Richard et le champion de freerun Simon Nogueira, dont elle a recueilli les témoignages.
Comme Angle mort, Haute Voltige a été livre-vedette du Grand Livre du Mois qui décrète qu’avec ce livre, Ingrid Astier occupe « une place à part dans le paysage du roman policier français. »

### Influences

#### Influences littéraires

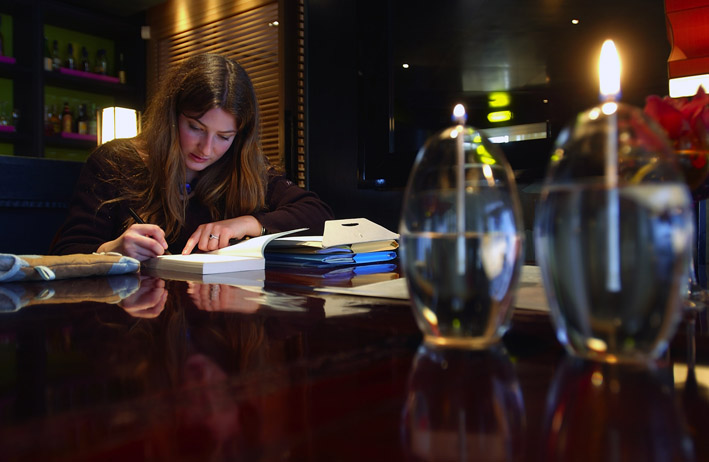
Ingrid Astier en 2005.

De nombreuses références aux écrivains qui ont marqué son écriture transparaissent dans ses écrits comme ses propos.
Elle cite fréquemment Victor Hugo et Notre-Dame de Paris, présent dans Quai des enfers, pour son sens de l’épique et son regard attaché à toutes les strates de la société. Mais aussi Les Travailleurs de la mer, pour son exigence populaire, la richesse de son vocabulaire et son imaginaire maritime. Elle évoque encore Edmond Rostand et sa pièce de théâtre Cyrano de Bergerac, qui force son admiration par la puissance de sa langue et sa quête d’absolu, pièce qu’elle retient comme le « livre qui a changé sa vie » pour La Grande Librairie.
Sébastien Japrisot, Albert Cohen, Colette, Alfred de Musset, James Ellroy ou Kem Nunn
, un écrivain américain dont l’univers romanesque est lié au monde du surf, font partie des autres auteurs cités.
« Mes écrivains préférés ne se laissent pas enfermer dans une phrase. Ce sont des poètes (Ghérasim Luca, Rimbaud...), des explorateurs, des alpinistes, des navigateurs. Mais aussi des rêveurs, Kem Nunn, Victor Hugo, Sébastien Japrisot... Et le vent qui trace dans le sable les plus belles courbes », dit-elle.
Interrogée sur son livre préféré de la Série noire des éditions Gallimard, elle cite Thierry Jonquet et La Bête et la Belle.
À la source de Quai des enfers, l’auteur reconnaît l’importance de l’influence poétique : « J’aime l’Aragon provocateur du Traité du style. L’image hallucinée, aussi, de Rimbaud et de ses spectres à la dérive : « Et je voguais, lorsqu’à travers mes liens frêles / Des noyés descendaient dormir, à reculons !... » Ce à reculons m’obsède depuis l’enfance. »
Dans l’émission Ça rime à quoi sur France Culture, Sophie Nauleau l’a questionnée sur cette place de la poésie dans ses écrits, après avoir noté que dans chacun de ses livres, quel que soit le genre, Astier prenait « un malin plaisir à glisser des poètes ». L’auteur a confirmé que le Bateau ivre de Rimbaud, mais aussi le poème « Ophélia », étaient à l’origine de la scène inaugurale de Quai des enfers, où une « femme, diaphane et lunaire est transportée par les flots ». Elle a reconnu la poésie comme « part de rêverie nécessaire, comme la respiration. La contemplation et la rêverie sont le fondement de l’observation. Un écrivain est quelqu’un qui sait regarder, et regarder autrement. La littérature est un pas de côté ».
Au sein d’Angle mort, les références à la lecture sont nombreuses. Le héros, Diego, braqueur de haut vol, ne peut, par exemple, se résoudre à brûler les pages de L’Île au trésor pour faire un feu car elles sont illustrées d’un pistolet de marine ancien. Mais c’est surtout Martin Eden, de Jack London, auquel s’identifie le héros :
« C’était Martin Eden. Depuis, je l’ai relu et relu, et, chaque fois que je retombe sur ce passage : « Je suis un bègue dévoré du désir de parler », j’ai le cerveau criblé d’éclairs. Au bout de la dixième lecture, j’ai rêvé d’en pincer comme Martin Eden pour une Ruth Morse et j’ai pensé que j’avais une nouvelle arme. / J’étais devenu un beau voyou à belles formules ».
Cette figure d’identification, est, aux yeux de l’écrivain et critique Roger Martin, essentielle pour saisir l’essence du personnage : « C’est la destinée hors du commun du héros de London que veut vivre Diego (...) Sortir du néant, se battre, conquérir. Vite et fort. Un choix individuel voué à l’échec. Diego, comme Martin, est condamné. Martin s’abandonnait à l’océan, Diego au feu foudroyant de ses chasseurs, au pied de son seul grand amour, sa petite « mésange » ».

#### La place de la nature
Aux côtés des références littéraires et poétiques, la nature fait partie des influences majeures. Dans une émission radiophonique, Alain Kruger relèvera l’importance de la rêverie halieutique chez Ingrid Astier, tant auprès des pêcheurs de homard du Connemara que sur les filayeurs de l’île d’Yeu ou autour des pêcheurs à la mouche de la Seine. Cette empreinte de la nature s’accompagne, souvent, de références botaniques que le Conservatoire des jardins et des paysages a recensées.

#### Influences artistiques
Autre référence majeure, l’art, qui inspire directement les romans. Plus qu’une influence, il cadre le regard romanesque :
« Il faut en finir avec cette idée que l’art est un monde séparé. L’art donne à voir, canalise la vision et exacerbe les sensations. Les tableaux de Géricault m’ont appris à regarder les chevaux.
Chez Enki Bilal, les étreintes de Jill et Nikopol me font toucher des yeux l’amour ».

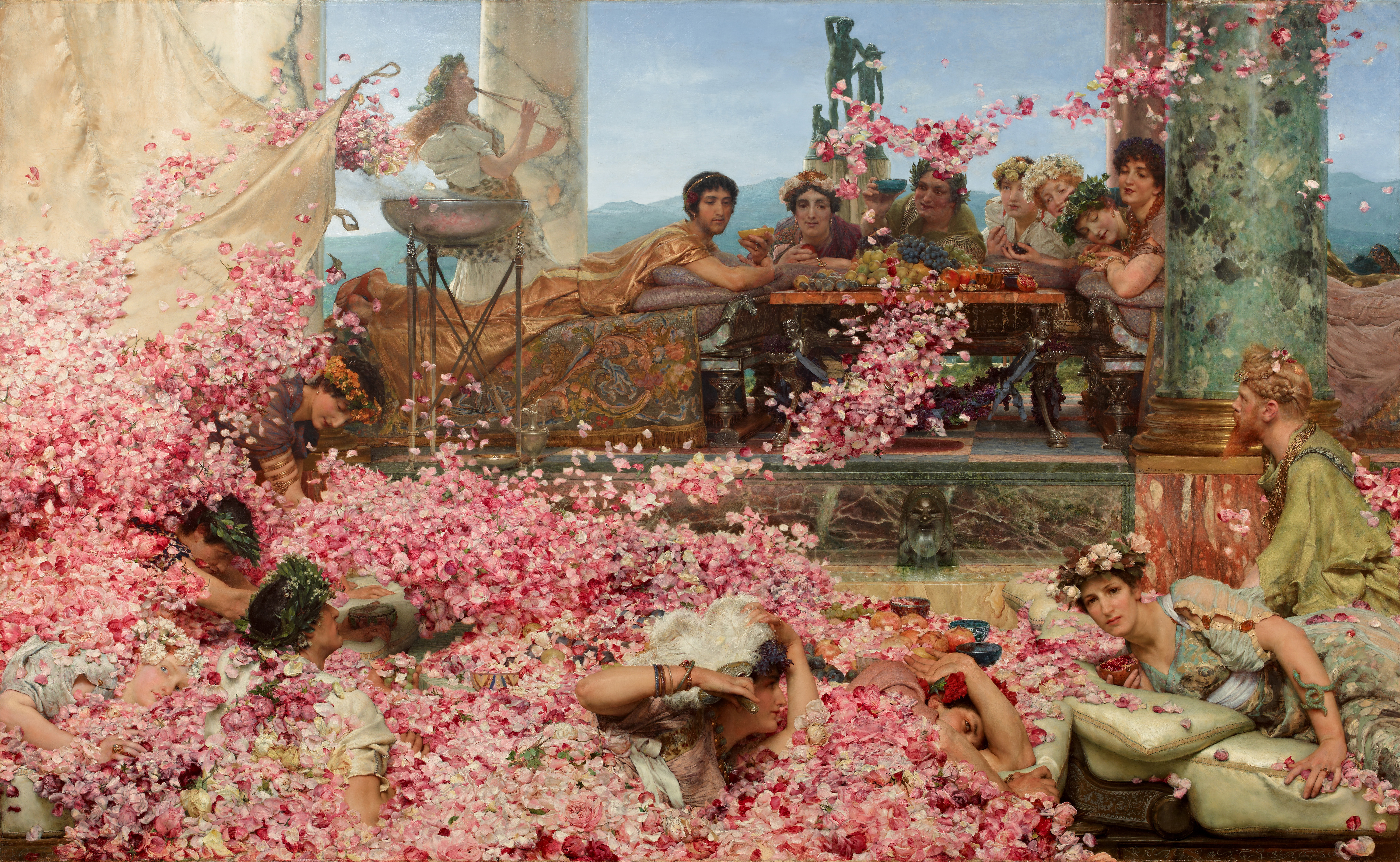
Les Roses d'Héliogabale, 1888

Le roman Quai des enfers s’inspire explicitement des tableaux de deux artistes. L’un, RX, représente un crâne entièrement formé de pailles à boire, avec deux roses plantées dans les orbites. Cet art relève du straw pixel art. Il est de Francesco Granducato, un plasticien italien contemporain. L’autre, Les Roses d'Héliogabale (1888) est un tableau académique d’un peintre néerlandais : Lawrence Alma-Tadema. Il a inspiré la trame du roman et fait partie, comme RX, de l’intrigue. Le tableau de Lawrence Alma-Tadema dépeint une pluie de pétales de roses lors d’un banquet de l’empereur. Son esthétique décadente et pointilliste (on compte plus de deux mille pétales de roses d’après le critique d’art Michel de Piles) est à rapprocher de celle de Quai des enfers.
Dans plusieurs de ses œuvres (Angle mort, Petit éloge de la nuit, Cuisine inspirée), on trouve, par ailleurs, des échos à Bartabas et son théâtre-équestre Zingaro, autour des notions de liberté, d’absolu et de valorisation de l’émotion.

#### Le cirque

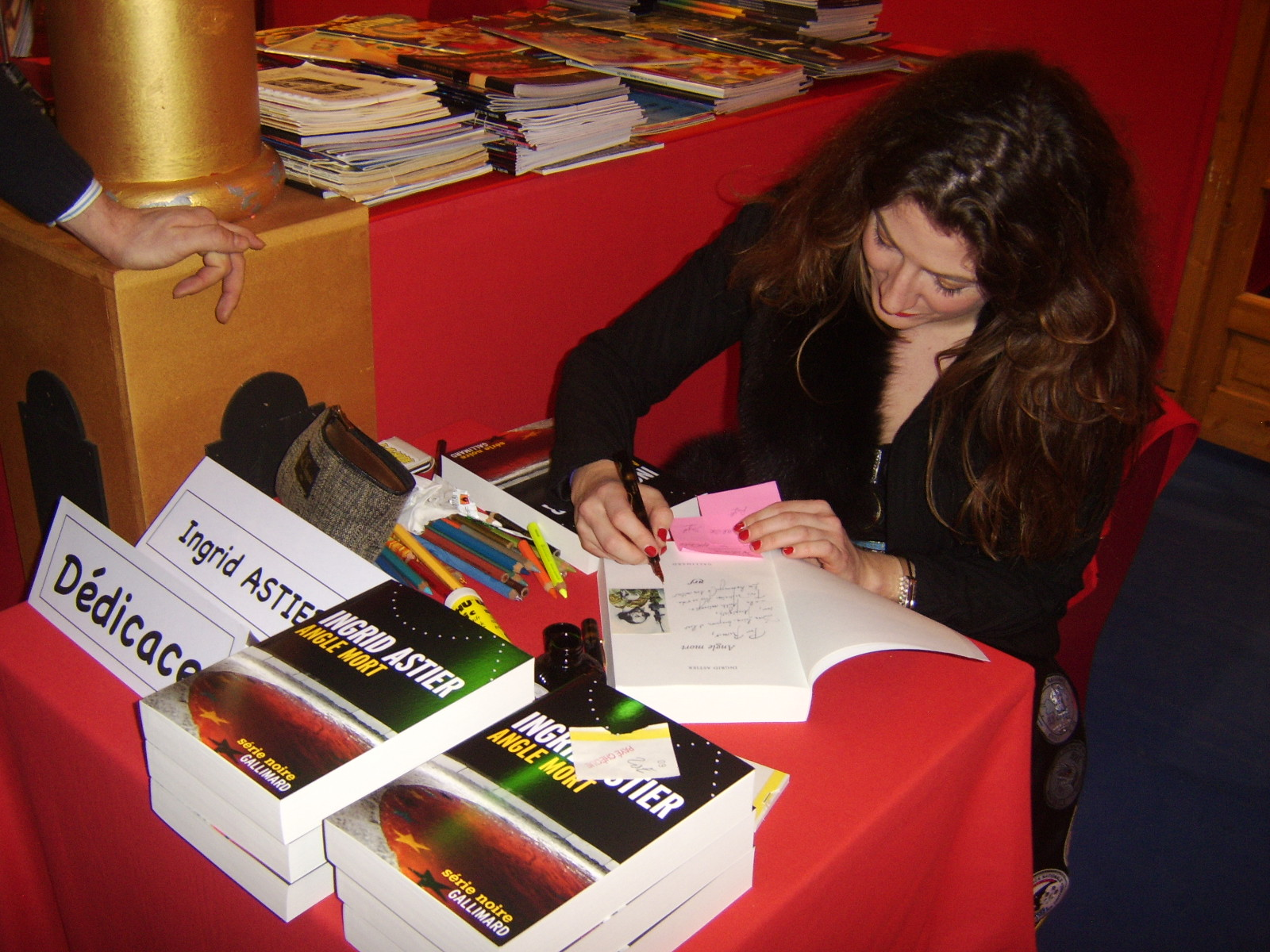
Dédicace d'Angle mort au Festival mondial du cirque de demain (Paris)

Angle mort est fortement relié au cirque et l’auteur l’a dédicacé plusieurs fois au Festival Mondial du Cirque de Demain. Comme l’écrit Alain Chevillard : « Elle découvre le cirque à l’âge de trois ans avec l’arrivée d’un petit chapiteau dans la petite ville de sa Bourgogne (...) Pour le personnage d’Adriana, elle voit tous les spectacles à la recherche de sa trapéziste. Elle la trouvera au Festival du Cirque de Demain en 2011 avec le numéro de la Suédoise Uuve Jansson et en 2012 avec celui de l’Allemande Lisa Rinne ».

### Roman jeunesse

#### Même pas peur
Le roman Même pas peur paraît aux éditions Syros en 2015 et connaît un bel accueil. Il se déroule à l’île d’Yeu et « dépeint avec acuité les émois des adolescents au seuil du premier amour ». En ce sens, il se rapproche des romans d’éducation sentimentale comme Le Grand Meaulnes d’Alain-Fournier ou Le Diable au corps de Raymond Radiguet.
L’univers aquatique reste l’inspiration majeure d’Ingrid Astier puisqu’après la Seine dans Quai des enfers, enrichie du canal Saint-Martin, du canal de l’Ourcq et du bassin de la Villette dans Angle mort, l’action se situe avec ce roman au bord de l’océan Atlantique.
La genèse du roman est restituée comme telle par l’auteur :
« Au départ, pour Même pas peur, Natalie Beunat, la directrice de collection de Syros, m’a proposé un roman policier pour enfants ou adolescents. Au final, j’ai écrit un roman noir, à ma façon, et qui peut toucher un adolescent comme un adulte qui rêve de retrouver ses seize ans ».
Elle revendique ce roman comme un hommage au Blé en herbe de Colette :
« J’ai toujours rêvé d’écrire un roman qui soit un écho contemporain au Blé en herbe, à sa beauté ambiguë, à sa fraîcheur cruelle. Un roman où l’on se découvre à l’aune de ses sentiments. Qui suis-je ? Le cœur détient une grande part de ce mystère ».
Cet hommage paraît d’autant évident quand on rapproche les noms respectifs des héros : Phil et Vinca dans Le Blé en herbe, Phil et Mica dans Même pas peur.

### Essai romancé

#### Petit éloge de la nuit
Le Petit éloge de la nuit sort en 2014 chez Gallimard, dans la collection Folio 2 €. « Cette autobiographie maquillée » est, selon François Busnel dans L’Express, « un magnifique hommage aux puissances de la nuit. »
Cet essai romancé prend la forme d’un abécédaire, d’Abîme à Zoom. L’auteur le définit comme un « vagabondage », un livre où elle « laisse au lecteur la main libre, au sens propre » pour « fureter et se perdre ». On y croise des personnes aussi diverses que des policiers de la Mondaine (BRP), un sniper de l’antigang, des philosophes comme Vladimir Jankélévitch, Friedrich Nietzsche ou Cioran, un chirurgien-orthopédiste, Bartabas, ou l’homme de la nuit Tony Gomez. Les thèmes sont autant variés, faisant de cette diversité une esthétique, entre astronomie, musicologie, cinéma, botanique, littérature, philosophie, souvenirs et poésie. Dans M Le Magazine du Monde, Yann Plougastel résume cet éclectisme comme « un labyrinthe où le heavy metal d’AC/DC côtoie La Ronde de nuit de Rembrandt, le tout dans une atmosphère à la David Lynch ».
Dans ce même esprit, le livre avait été lancé dans la chocolaterie parisienne Jacques Genin, précédé d’un combat de boxe, avec une lecture par l’acteur Pierre Richard, accompagné à la guitare par Jb Hanak du groupe dDamage. Cette lecture musicale fut reprise, le 31 mai 2015, à l’Hôtel de Ville de Caen où elle « attira les foules ».
En 2017, Petit éloge de la nuit est adapté et mis en scène par Gérald Garutti, avec comme interprètes Pierre Richard et, à l'écran, la danseuse Marie-Agnès Gillot. La musique est composée par Laurent Petitgand, et l’univers visuel créé par Éric Soyer, Renaud Rubiano, Pierre-Henri Guibert, Pauline Maillet et Gérald Garutti. Créé à la Ferme des Jeux, le spectacle est présenté à Paris au Théâtre du Rond-Point et tourné trois saisons en France (Théâtre de l’Union - CDN de Limoges, Le Phénix Scène Nationale de Valenciennes, Théâtre des Célestins à Lyon), en Suisse, en Belgique et au Luxembourg. Il est repris en juin 2019 à La Scala Paris.

### Nouvelles
Elle commence sa carrière littéraire avec la publication d’une nouvelle, « Face-à-Faces » dans le recueil du Prix du jeune écrivain de langue française La Descente des oies sauvages, paru au Mercure de France (1999). Cette nouvelle fut le point de départ d’une thématique qui marquera chacune des œuvres qui suivront, tout comme la nouvelle Neiges éternelles fut la matrice originelle du roman Angle mort :
« Cette nouvelle [Neiges éternelles] m’a servi de laboratoire, pour expérimenter l’écriture à la première personne. Je sentais que je rêvais de cette proximité sacrée avec le lecteur, par ce biais de la première personne. De cette voix-confidence d’un homme proche des grands fauves... En fait, je revenais à mes débuts, à mon goût des personnages en rupture, fortement intériorisés, comme dans « Face-à-Faces », ma première publication au Mercure de France, en 1999, pour le Prix du jeune écrivain de langue française ».
Par la suite, elle continue à publier des nouvelles, dans Le Figaro, VSD, TGV Magazine ou la revue Faux Q.

### Théâtre
En 2006, le réalisateur et acteur Damien Odoul met en espace et récite son monologue Méphistophélès, confessions d’un pauvre diable
, dans la crypte de l’église Saint-Sulpice, lors du 4e Salon du théâtre et de l’édition théâtrale à Paris.

## Style d’écriture

### La fièvre du détail
Le style d’Ingrid Astier s’affirme par le goût du détail, pour rendre une réalité à la fois riche et touffus. Si elle choisit de consacrer la même importance à la petite échelle comme à la grande, à la microstructure comme à la macrostructure, c’est pour, finalement, témoigner de la complexité du vivant. En cela, elle rejoint les fresques sociales du roman noir. Toutefois, elle évoque plus souvent la veine des romans d’aventures :
« Des souvenirs sont remontés : ceux d’un pistolet ancien, avec sa poire à poudre. Mon frère et moi, nous jouions avec, enfants, sur fond de rêves de pirates, de flibustiers et de navires. Cette veine du roman d’aventures est fondamentale dans mon univers ».
En dépit de sa précision, ce travail se différencie d’un style clinique et technique car, dans l’héritage de Colette qu’elle cite comme modèle, il n’exclut pas le sensualisme :
« Il me faut l’expérience, encore, sentir les mots par les sens. Pour Diego, tirer avec les armes du roman, flairer les explosifs avec les démineurs, observer le démontage d’une arme était essentiel. La scène où il démonte son Diamondback (un Colt) n’aurait été, sinon, que de papier. Pour Rémi Jullian, mon personnage de plongeur, ce furent des années avec la brigade fluviale. Non pour coller au réel mais pour entrer dans les gestes et la langue, saisir des atolls comme « ta chaussure bâbord bâille ». Juste pour être libre, et ne pas faire la marionnettiste, sentir mes personnages à l’intérieur, les voir agir et les écouter parler ».

## Style et réception critique
Quai des enfers a été décrit par les critiques littéraires comme « d’une belle écriture classique, veloutée et nerveuse ». Éric Neuhoff parle, dans ce « roman choral (...) d’un style bien à elle, fruité, goûteux », mais estime qu’elle « rate » ses « scènes d’amour ». Alexis Brocas parle d’une « écriture travaillée, souvent poétique » alliée « à une narration ultra-renseignée ».
Quant à Angle mort, le style repose, selon François Julien, sur « un sens étourdissant mais jamais tannant du détail » et « une langue réellement innovante », qui donne « un polar vertigineux, aussi hyperréaliste que romantique. »
Dans Libération, Ondine Millot relève l’importance du travail stylistique dans Même pas peur : « L’important, c’est de trouver le langage, nous dit-elle. Même pas peur relève sans férir le défi, mêlant le lyrisme énergique de la tchatche juvénile et la poésie plus sombre et délicate de l’auteur ».

### La question du réalisme
Si ce style est méticuleux et scrupuleux, il se détache du réalisme pur.
« Mon travail est tout, sauf documentaire. Je hais ce savoir mort des fiches. Ci-gît le réel. Il n’y a plus qu’à enterrer... Il me faut au contraire l’humain, l’éblouissement comme la terreur, mais des racines qui plongent dans l’émotion. Les héros de mes romans ne sont pas des papillons épinglés ».

## Distinctions
2013 : Prix Calibre 47 pour Angle mort

2012 : Prix Sylvie Turillon pour Quai des enfers

2011 : Coup de cœur du Festival Blues et Polar pour  Quai des enfers.

2010 : Grand prix Paul-Féval de littérature populaire de la Société des gens de lettres pour Quai des enfers

2010 : Prix Lafayette pour Quai des enfers

2010 : Prix Polar en plein cœur pour Quai des enfers

1999 : Prix du jeune écrivain de langue française pour Face-à-faces dans La descente des oies sauvages sur le sable et autres nouvelles.

2007 : Gourmand Awards du livre de cuisine innovant et Gourmand Awards de la plus belle couverture pour Cuisine inspirée, l’audace française

1993 : Prix Strasbourg pour l’essai Rencontre avec Brecht et sa modernité

1989 : 1er prix national du concours pour la défense de la langue française de l’Association des membres de l’ordre des Palmes académiques

## Sens et littérature

### Cuisine inspirée, l’audace française

#### 25 esthètes-gourmands
En 2007, elle publie Cuisine inspirée, l’audace française, une somme dédiée à l’hédonisme et au sensualisme, fruit de quatre années de rencontres avec des artistes, des chefs, des pâtissiers et des personnalités du goût. Le photographe Hervé Nègre réalise toutes les photographies. Pour les portraits de chefs et d’artistes, Ingrid Astier conçoit les scénographies. Ce livre « qui est bien plus qu’un livre de cuisine », « inclassable » et « insolite », « aux ruptures inattendues et aux mélanges surprenants », en décalage avec les portraits de chefs alors figés, renouvelle le genre et « met en scène de façon totalement inédite, 25 artistes et chefs français, de Bartabas à Pierre Hermé, de Michel Troisgros à Pierre Richard, du parfumeur Jean-Michel Duriez au chocolatier François Pralus». De façon novatrice, l’ouvrage rapproche les processus créateurs et relie les différents arts, soulevant des parentés entre Bartabas et Alain Passard, Pierre Richard et le chef Pascal Barbot, Jean-Michel Duriez et Pierre Hermé.
Il a été reçu comme un ouvrage qui encourage le rêve et l’audace dans la cuisine, mais sans élitisme. Dans ses pages, l’ouvrage n’hésite pas à faire, par exemple, l’apologie de l’oignon :
« Apprendre à rêver sur un oignon, voilà une vraie leçon humaine que chacun peut reproduire, dans le jardin secret de sa cuisine. »

part « sans complexe d’un livre français sur des Français pour aboutir aux autres. »
Il s’ouvre sur le maître-écuyer Bartabas, présenté comme le modèle de toute création par sa « synthèse d’un réel nourri par le rêve, poli par le songe et soutenu par le fantasme ».
La singularité de cet ouvrage repose, par ailleurs, sur un « anti-questionnaire de Proust », situé en milieu d’ouvrage, où vingt-cinq questions sont posées aux vingt-cinq « esthètes-gourmands ». Parmi celles-ci : « Quelle est la place du rêve dans votre métier ? », « Une association courante de saveurs qui vous semble vulgaire ? », « Une amertume intéressante », « Quelle importance accordez-vous à la dernière bouchée ? » ou « Un mets ironique est-il possible ? », destinées à bouger les préjugés ou à apporter une forme de confidence. On y apprend, entre autres, que fut proposé un jour à Bartabas « un plat uniquement composé de viande de cheval offert par les éleveurs yakoutes » ou que Pierre Hermé trouve « la religieuse (...) absurde comme dessert. »

#### Sensualisme et hédonisme
La clef de voûte de la construction de cet ouvrage est l’hédonisme. Un mot qu’elle définira précisément plus tard dans le Manifeste hédoniste de Michel Onfray :
« L’hédonisme, en cherchant à réconcilier la philosophie et le corps, offre un visage humain. (...) L’hédonisme ne bâtit pas un monde en dehors du monde, mais s’enracine dans la chair de la pensée » (p. 152).
« Sans fronde, j’avance que l’hédonisme est, pourtant, ce que l’on a inventé de plus raisonnable pour penser l’homme. Avec cette notion, on parle d’un homme vivant, orthonormé, non d’une marionnette ou d’un être de laboratoire, soumis à la loupe de l’analyse. La lecture de Michel Onfray m’a toujours confortée dans cette assise du corps. Je crois au corps, à son langage franc, par le biais du désir et des pulsions. Le sensualisme a sa rectitude » (p. 153-154).
« Notre époque n’est pas sans spectre : l’hédonisme combat le rachitisme des sentiments, l’avarice des gestes et l’étiolement des appétits » (p. 155).

#### Réception par la critique
Les médias reconnaîtront la singularité de l’ouvrage, et il sera salué par la presse. Le critique gastronomique Nicolas de Rabaudy relèvera la dimension transculturelle de Cuisine inspirée, l’audace française, ainsi que son style :
« Normalienne, agrégée de lettres, Ingrid Astier, auteur du Goût de la rose (Mercure de France, 2008) et du Goût des parfums (chez le même éditeur), pratique la grammaire des mots à travers une série de portraits d’esthètes de la table, Alain Passard, Michel Bras, Pierre Hermé, Pascal Barbot, Michel Troisgros, Guy Martin, Pierre Gagnaire, dont elle révèle la face cachée, les secrets d’une vie et la passion du métier. Le style est précis, flamboyant, évocateur, truffé de références artistiques, culturelles, philosophiques ou poétiques : on est pris par le flot, le flux des citations et des références. Brillantissime. Le plaisir ne faiblit pas tout au long de ces 360 pages bien tassées, illustrées de photos insolites qui apportent un peu d’esthétique à ce pavé feuilleté à savourer sans modération ».
Tout comme Jean-Pierre Gené, qui, dans le supplément du Monde, retient ce dialogue entre littérature et goûts :
« Voilà un ouvrage sur la cuisine qui a de la mâche, du corps, bref du texte et pas que des recettes ou des images, si belles soient-elles. C’est suffisamment rare pour être signalé. Ingrid Astier, normalienne, aime la littérature et la cuisine et nous raconte ses passions pour ceux (22) et celles (3) qui la font, l’inventent, la dégustent à son goût, qu’elle a fort bon. On y croise Bartabas et Pierre Richard, Pascal Barbot et Pierre Gagnaire... Ils avaient des étoiles, il leur manquait une plume. C’est fait. Avec style et gourmandise ».

## Cinéma
En 2005, elle a joué un second rôle dans le long-métrage En attendant le déluge du réalisateur Damien Odoul, « un burlesque français de haute volée», avec Pierre Richard, Anna Mouglalis et Eugène Durif. Ce film « à la Tchekhov, plus proche du rire noir que de la petite musique doucereuse et mélancolique » a été sélectionné à la Quinzaine des réalisateurs de Cannes 2004, dirigée alors par Olivier Père.
Par ailleurs, elle quittera ses engagements professionnels pour assurer chaque repas du tournage, réunissant les meilleurs produits de France : « Les cinq semaines de tournage s’effectuent dans une ambiance particulière, unique avec chaque jour un repas gastronomique de qualité. Un luxe ! », commente la presse de l’époque. Cuisine inspirée, l’audace française, naîtra de cette expérience et de ses rencontres avec les grands chefs, qui débutèrent avec Guy Martin et Pierre Hermé.

## Musique
La musique est une thématique qui parcourt l’ensemble de ses livres et montre l’importance des liens entre musique et littérature. Olivier Nahum présente Ingrid Astier sur France Musique comme « une passionnée de musique », « mélomane », « qui se régale aussi de Ligeti et d’explorations musicales inattendues. » Pour lui, « ces explorations sont intimement liées à ce regard d’écrivain, capable de s’immerger dans l’univers de la grande délinquance, capable d’endosser le vocabulaire des alliés et ennemis de la société ». Dans Quai des enfers, l’un des personnages, Bertrand Gauss, écoute en effet Lux Aeterna de György Ligeti :
« C’était étrange, cette lente montée des voix, jusqu’à un noyau de saturation, puis le son qui semblait effacer sa propre trace... Expérience entre le monastère et le vaisseau spatial ».
Dans ce même roman, on trouve également Nine Inch Nails et l’album Down the further spiral. Ainsi que le musicien Aphex Twin : « Aphex Twin était un génie. Il méritait son surnom de nouveau Mozart, ce ciseleur de sons qui avait conquis Philip Glass. Richard David James se cachait derrière le curieux pseudonyme tout en crêtes. »
Dans un tchat avec les lecteurs de Libération autour de Quai des enfers, l’auteur évoque Mozart et le chanteur de Nine Inch Nails, Trent Reznor :
« Je me suis servi de la musique, notamment du Requiem de Mozart, pour arriver à ressentir moi-même le chaos, la sensation d’être envahie par le désordre et la violence, l’irrémédiable. Mais aussi des vidéos de Trent Reznor, pour rechercher un ébranlement maximal ».
Angle mort est également ponctué de références musicales (Molecule», Delerium», Shakira Rammstein, Chostakovitch mais surtout Mike Patton dont la chanson Ore d’amore constitue la coloration de tout le chapitre XII du roman, aux côtés de Big jet plane d’Angus et Julia Stone. Le chapitre XVI est marqué, lui, par le morceau The Belly et la vidéo Ink 808 de dDamage.
Tout comme Même pas peur, qui s’achève sur une liste des chansons citées avec, entre autres, Eelke Kleijn, Klingande, Stimmhorn, Panteros666, Die Fantastischen Vier, Black Sunshine, Mr. Oizo ou EDX.
De nombreux passages du Petit éloge de la nuit abordent, avec éclectisme, la musique, puisque l’on retrouve le « blues rock lunaire » Night prowler d’AC/DC, dDamage, Dälek, Chemical Brothers, Metallica, l’ambiance des clubbers avec Max Graham, Rob Zombie et Return of the Phantom Stranger, Sleepytime Gorilla Museum, Puddu Varano comme la Berceuse en ré bémol, opus 57 de Chopin, « rêve éveillé rendu possible grâce au perpetuum mobile (ostinato) de la basse. » Jb Hanak a créé un accompagnement musical spécifique pour la lecture publique du Petit éloge de la nuit, avec le comédien Pierre Richard.
Le chanteur-compositeur Bastien Lallemant l’invite régulièrement à ses Siestes acoustiques, où il conjugue musique et lecture. Ils ont réuni leurs univers à Francheville, à Albertville, au Théâtre de la Loge et à Papeete, lors de l’événement littéraire Lire en Polynésie). En mars 2016, ils font une nouvelle sieste acoustique, La Nuit du chasseur, au musée de la chasse et de la nature de Paris avec les musiciens J. P. Nataf et Sébastien Martel ».

## Engagement
Très attachée aux océans et aux fleuves, elle a participé, le 21 décembre 2013 à Creil, à la Coupe de Noël des sauveteurs de l’Oise aux côtés de quatre plongeurs de la brigade fluviale de Paris. Il s’agissait de traverser l’Oise, de nuit, en maillot de bain et tee-shirt, dans une eau qui, selon les années, varie entre 2 et 5 °C. Un passage du Petit éloge de la nuit évoque cette traversée.
Par ce même attachement, à l’occasion du Salon Lire en Polynésie à Papeete, elle a participé à des rencontres publiques avec le body border polynésien Tahurai Henry  qui a remporté en 2012 le titre de la plus grosse vague du monde.
Elle est « passionnée des îles et de la Polynésie» et par « la vague de Teahupo'o ». Selon ses dires : « Pour moi, l’isolement est très important. Mon identité est d’abord insulaire (...) J’ai besoin de sentir cette barrière océanique qui me préserve du brouhaha, du bruit des villes ».
Son attachement à l’océan se retrouve dans sa collaboration avec le label bordelais Coontak pour le tee-shirt « Bottle », en association avec l’artiste Jean-Baptiste Boutin. Il porte la citation : « Face au hublot de verre / d’une bouteille à la mer / les désirs ne seront jamais vagues. »

### Autour de l’œuvre
Dans Quai des enfers, on trouve « la formule inédite de Rose de nuit, un parfum créé par l’un des suspects ». Cette formule de parfum, avec mention des molécules de synthèse, a été spécialement créée pour le roman par le nez-parfumeur Jean-Michel Duriez, qui était alors chez Jean Patou.
Ingrid Astier est présente, ponctuellement, dans la bande-dessinée Les secrets du chocolat, voyage gourmand dans l’atelier de Jacques Genin. Le dessinateur, Franckie Alarcon, y retrace la rencontre entre le chocolatier et l’écrivaine, « une romancière au palais affiné... qui a trouvé le nom de ses chocolats ». En 2015, Mathias Deguelle les invite sur France inter.
Elle est passionnée par la fabrication des encres médiévales.

## Contributions
Attachée aux voyages (« Je pense que la question D’où vient un écrivain ? est intéressante car on vit dans notre imaginaire. Pour moi, l’important, c’est où mon esprit habite et il n’arrête pas de voyager », dit-elle), elle contribue régulièrement à la section « Comme un roman » dans Air France Magazine, avec des reportages au Pérou, à Stockholm, à New York, à Montréal, Thaïlande et dans le Kerala.

## Œuvres

### Romans policiers
- Quai des enfers, Paris, Gallimard, coll. « Série noire », 2010, 400 p.  (ISBN 978-2-07-012710-8) - rééd. Gallimard, coll. « Folio Policier » no 642, 2012  (ISBN 978-2-07-044555-4)[12]

- Grand prix Paul-Féval de littérature populaire 2010
- Prix Polar en plein cœur (2010)
- Prix Lafayette (2010)
- Prix Sylvie Turillon 2012
- Angle mort, Paris, Gallimard, coll. « Série noire », 2013, 528 p.  (ISBN 978-2-07-013588-2) - rééd. Gallimard, coll. « Folio Policier » no 750, 2015  (ISBN 978-2-07-046252-0)[15],[141]

- Prix Calibre 47 (2013)
- Bourse du CNL
- Haute Voltige, Paris, Gallimard, coll. « Série noire », 2017, 608 p.  (ISBN 978-2-07-014793-9) - rééd. Gallimard, coll. « Folio Policier » no 865, 2018  (ISBN 978-2-07-279751-4)

#### Traductions deQuai des enfers
- Omicidi sulla Senna, traduit en italien par Sergio Arecco, Bompiani, RCS Libri S.p.A., 2014,  (ISBN 978-88-452-7804-4)
- Repris en édition club, Omicidi sulla Senna, Milano, Mondadori Direct S.p.A., 2014.
- El Muelle del infierno, Traduit en espagnol par Glenn Gallardo Jordan, Océano, La Puerta Negra, México, 2015,  (ISBN 978-607-735-066-8)

### Roman jeunesse
- Même pas peur, Paris, Syros, 2015,  (ISBN 978-2-74-851665-4)

### Essai romancé
- Petit éloge de la nuit, Paris, Folio 2 €, Gallimard, 2014,  (ISBN 978-2-07-045933-9)

### Essai (édition et postface)
- E.-M. Cioran, Exercices négatifs, Paris, Gallimard, 2005,  (ISBN 2-07-0775399)
- « Jamais sans mon corps, Éloge de l’appétit » dans Manifeste hédoniste de Michel Onfray, J’ai Lu, Paris, Éditions Autrement, 2011, no 10280,  (ISBN 978-2-290-05452-9)

### Théâtre
- Méphistophélès, confessions d’un pauvre diable, mise en espace le 25 juin 2006 par Damien Odoul à la Foire Saint-Germain, Paris, 4e édition du Salon du Théâtre.

### Nouvelles et textes courts
- Une leçon de légèreté, So/Figaro, rubr. « Paroles d’écrivain », supplément à Le Figaro no 22 036 intitulé « Le futur du vin, les vins du futur », cahier no 5, lundi 15 juin 2015, p. 41.
- Les Portes du ciel VSD, rubr. « Séries d’été », no 1977, no 1977, 16-22 juillet 2015, p. 58-60.
- La Presqu’elle, TGV Magazine, décembre 2014-janvier 2015.
- Neiges éternelles, repris par France Abonnements Entreprises, Paris, Gallimard, 2015, avec une postface de l’auteur « De vous à moi » en date du mercredi 17 juillet 2015, p. 45-57
- Deep Purple, avec des photographies de René Habermacher, « Paris is dead », sur parisisdead.com
- Contre-plongée, Le Figaro, Série d’été, 12 août 2014.
- Breed dans le recueil collectif Nevermind, Paris, Buchet-Chastel, 2014.
- Lô dans le recueil collectif Douze chercheurs en quête d’auteurs, Portet-sur-Garonne, Nouvelles Éditions Loubatières, 2011.
- Neiges éternelles, dans le recueil collectif Paris Jour, Paris, Parigramme, 2011.
- Face-à-Faces  dans La Descente des oies sauvages sur le sable et autres nouvelles, Paris, Mercure de France, 1999. Prix du jeune écrivain de langue française.
- Blanc sur noir, dans La Nouvelle du lendemain, anthologie numérique organisée pendant le confinement par la Ligue de l’Imaginaire, le festival Lisle noir et Cultura, 2020[143].

#### Dans la revueFaux Q
- Pêche à la ligne dans Faux Q, Ligne, no 10, 2015.
- Nightshot, extrait de Quai des enfers dans Faux Q, Nuit, no 6, automne 2010.
- 666, dans Faux Q, Chiffres, no 5, 2009.
- Fourches et fourchettes, dans Faux Q, Révolution, no 3, été 2008.
- Raz de radins dans Faux Q, Argent, no 4, 2009.
- Dissection : le corps diplomatique à cœur ouvert, Faux Q, Le corps, no 2, hiver 2007.

### Beaux Livres
- Cabanes d’exception, avec Alain Laurens, Daniel Dufour, Ghislain André, photographies de Jacques Delacroix, Paris, La Martinière, 2009  (ISBN 978-2-7324-3939-6).
- Traduit en anglais sous le titre Exceptional treehouses, trad. de Jack Hawkes, New York, Abrams, 2009  (ISBN 978-0-8109-8048-8).
- Traduit en allemand sous le titre Traumhafte Baumhäuser, Baden, AT Verlag,  (ISBN 978-3-03800-480-6).
- La Cuisine du Maya Bay Monaco, avec Olivier Streiff, photographies Hervé Nègre, Paris, Agnès Viénot Éditions, 2008.
- Cacao Vanille, L’Or Noir de Madagascar, avec Laurence Cailler et François Pralus, photographies d’Hervé Nègre, Paris, Agnès Viénot Éditions, 2008.
- Le Safran, l’or de vos plats, Paris, Agnès Viénot Éditions, 2007. Prix Guerlain 2008.
- L'Amour : dix façons de le préparer, avec Bruno Verjus, Paris, Éditions de l’Épure, 2008, 10 p.  (ISBN 978-2-35255-051-8)
- Cuisine inspirée. L’audace française, photos d’Hervé Nègre, Paris, Éditions Agnès Viénot, 2007, 376 p.  (ISBN 978-2-914645-93-5) - Gourmand Awards du Livre de Cuisine Innovant.

### Sens et littérature

#### SérieLe Goût de
Dans la collection Petit Mercure, Éditions Mercure de France
- Le Goût du chocolat, 2007, 176 p.  (ISBN 9782715226395)
- Le Goût du thé, 2007, 144 p.  (ISBN 9782715226401)
- Le Goût de la rose, 2008, 192 p.  (ISBN 9782715227934)
- Le Goût des parfums, 2009, 144 p.  (ISBN 9782715227941)
- Le Goût du champagne, 2011, 128p.  (ISBN 9782715231993)

### Dictionnaires (contributions)
- Dictionnaire de la nuit, article « Éros », sous la direction de Alain Montandon, Genève, Champion, 2013.
- Dictionnaire culturel en langue française, sous la direction de Alain Rey, encadré « Fromages », Paris, Dictionnaires Le Robert, 2005.

### Textes parus dans des recueils collectifs
- Un parfum de paradis terrestre  dans la Revue de la Bibliothèque nationale de France, La gastronomie, du sens aux sens, no 49, 2015, p. 18-23.
- Jamais sans mon corps, Éloge de l’appétit dans le Manifeste hédoniste de Michel Onfray, Paris, Autrement, 2011. Paru également en poche.
- Oignon dans l’Abécédaire légumophile, Bibliothèques Gourmandes, Virgile, 2011.
- Zanzibar et Bling-bling dans le recueil Mots en bouche, mots sur la touche, Prix du Jeune Écrivain-Fondation BNP Paribas, Blagnac, 2009.

### Préfaces
- Carte blanche à l’imaginaire, préface au recueil de nouvelles Sornettes ou vérité ?, Prix du Jeune Écrivain 2014, Paris, Buchet-Chastel Libella, 2014.
- L'Appel de la nuit, préface au recueil de nouvelles Prix Plumes noires 2013/2014, Rivière Blanche.

### Collaborations
- Pierre Richard, Gwendal Le Bec, avec la collaboration d’Ingrid Astier, Le Petit Blond avec un mouton blanc, Paris, Gallimard-Jeunesse Giboulées, 2010,  (ISBN 978-2-07-062104-0)